# Gilbert Buatère

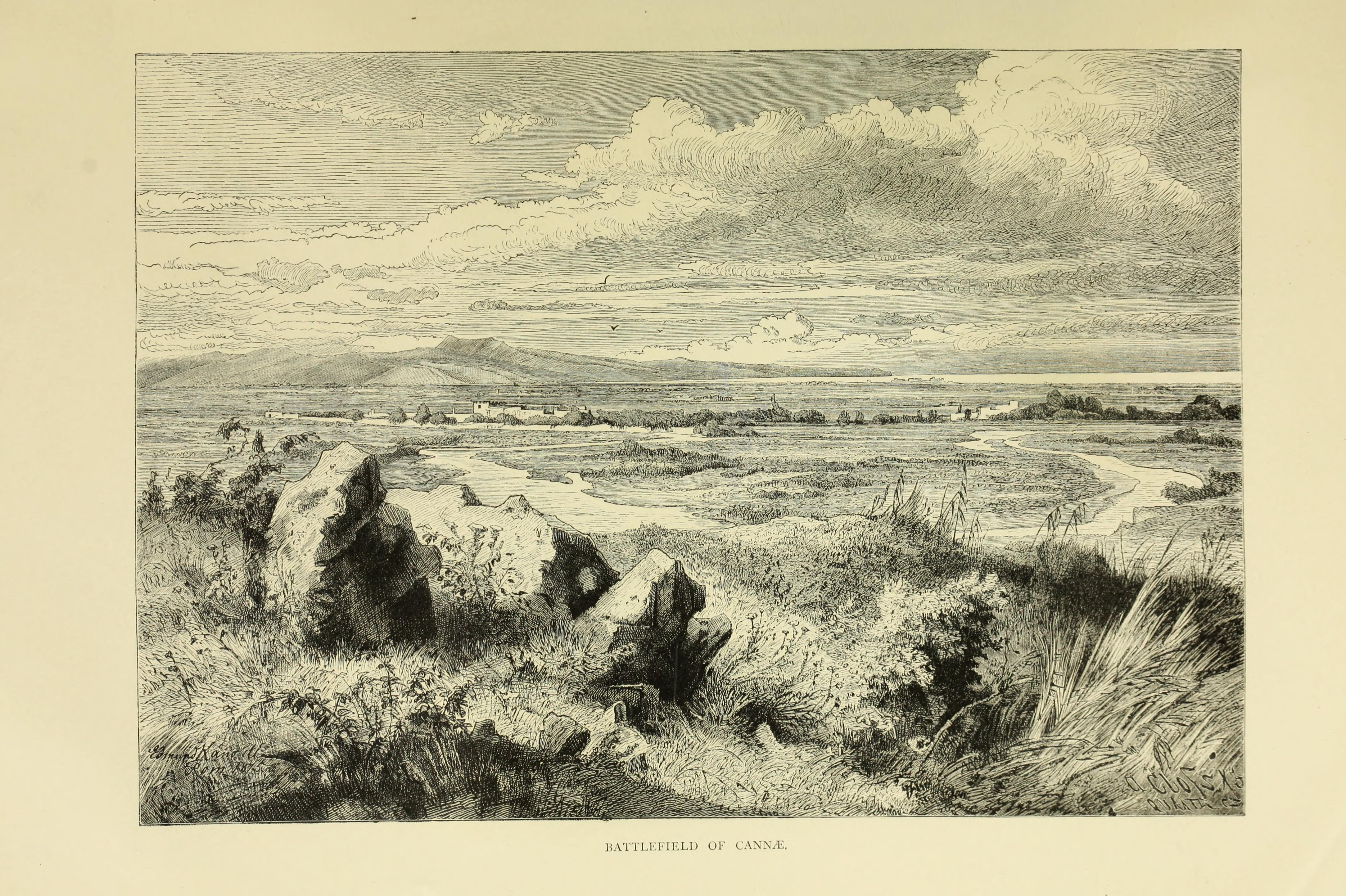
Slagveld van Cannae, in de Italiaanse provincie Barletta-Andria-Trani

Gilbert Buatère (Normandië, eind 10e eeuw – Cannae, 1 oktober 1018) van de Normandische familie Drengot, was een avonturier in Zuid-Italië dat in handen was van de Byzantijnen. Hij behoorde tot de eersten die probeerden de Byzantijnen te verjagen.

## Levensloop
Buatère werd geboren in het hertogdom Normandië. Na een verkrachtingszaak bij de dochter van een Normandische edelman namen Osmond en al zijn broers de vlucht. Een van de broers was Gilbert Buatère; een andere was Rainulf Drengot. Zo kwamen een tweehonderdtal Normandische krijgers aan in Zuid-Italië (1018). Ze boden hun diensten aan aan Longobardische edelen die de Byzantijnen uit Italië wilden verjagen. De Byzantijnse provincies waren destijds politiek rustig aangezien generaal Mesardonites er recent de orde hersteld had.
Prins Guaimar III van het prinsdom Salerno nam deze Normandische avonturiers in dienst. Edelman Melus voerde de Longobardische troepen aan; Buatère nam de leiding van de Normandische huurlingen. Ze vochten tegen de Byzantijnen in de Slag bij Cannae (1018); de Byzantijnen hadden versterking van Noormannen uit Oost-Europa, de Varjagen. Melus en Buatère waren evenwel niet opgewassen tegen het militair genie van generaal Boioannes, katapaan van Byzantijns-Italië. De Longobarden en de Normandiërs leden zware verliezen. Melus overleefde het doch Buatère en Osmond waren bij de gesneuvelden op het slagveld.

## Epiloog
Het was uiteindelijk zijn broer Rainulf Drengot die erin slaagde het eerste Normandische vorstendom in Zuid-Italië te vestigen: het graafschap Aversa (1030).